# Середня Мохова
Середня Мохова́ (рос. Средняя Моховая) — селище у складі Бакчарського району Томської області, Росія. Входить до складу Парбізького сільського поселення.

## Населення
Населення — 28 осіб (2010; 52 у 2002).
Національний склад (станом на 2002 рік):
- росіяни — 86 %